# 入山瀨站

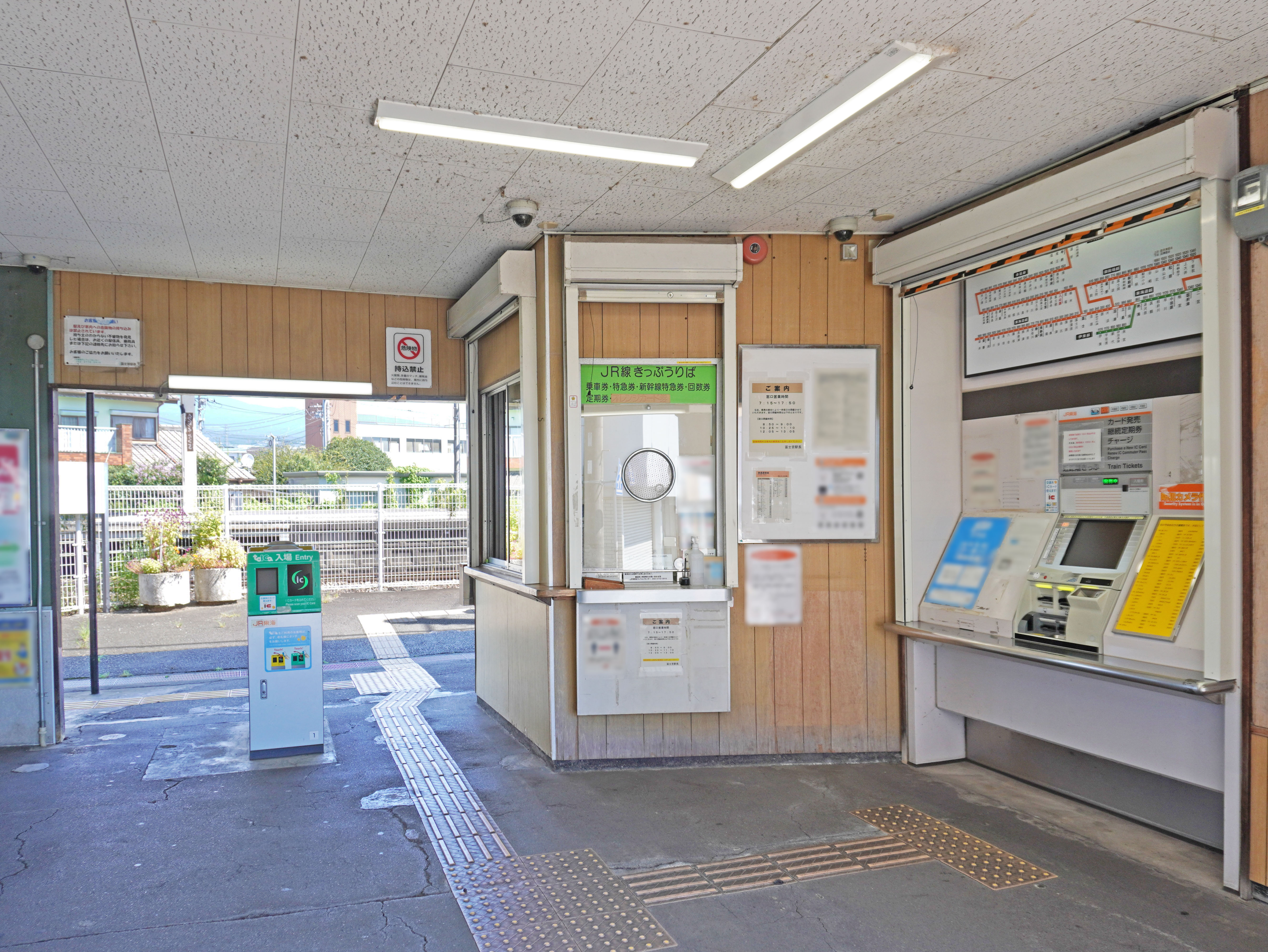
檢票口（2022年9月）

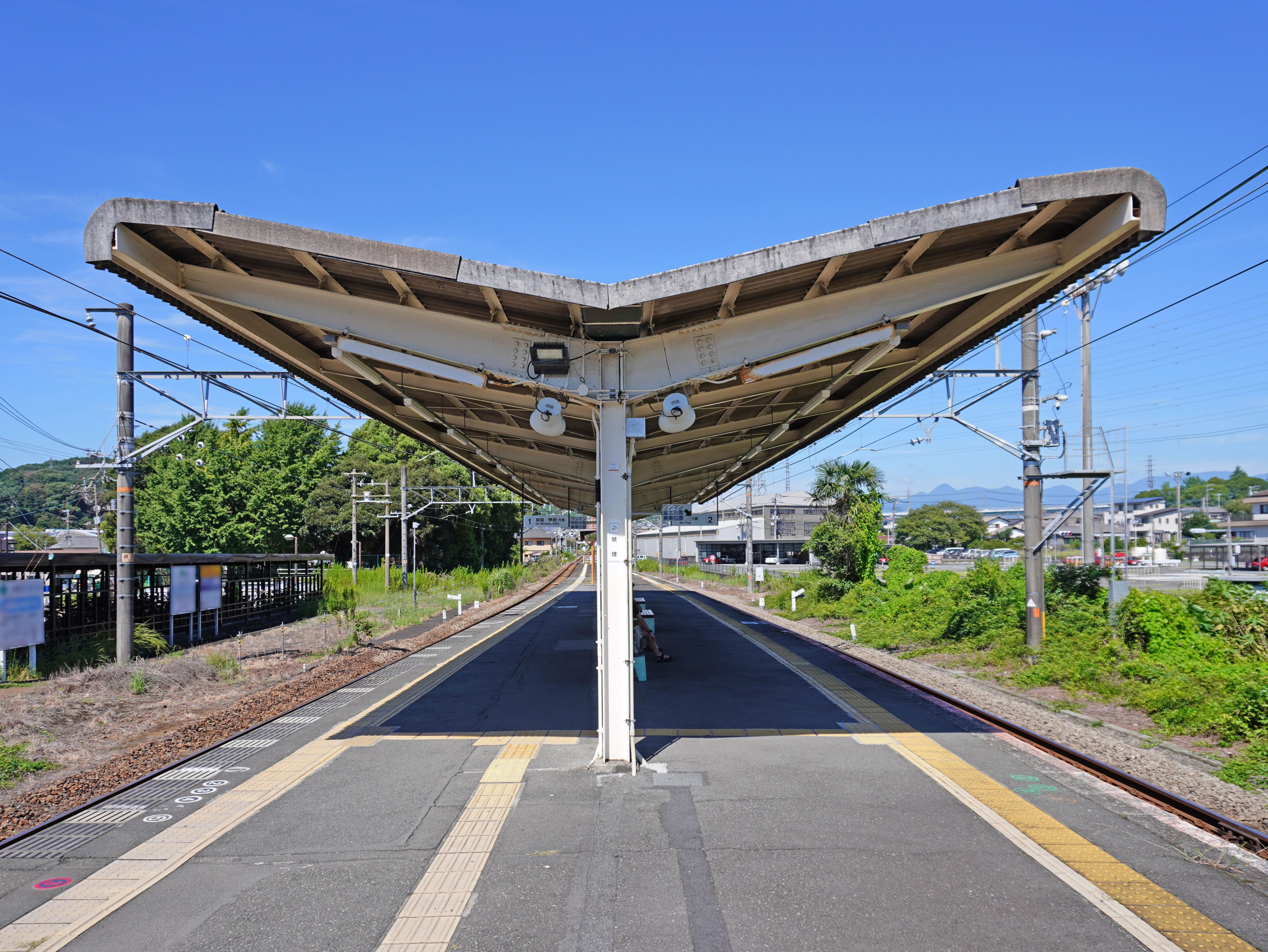
月台（2022年9月）

入山瀨站（日语：／ Iriyamase eki */?）是位於靜岡縣富士市鷹岡本町1番1號，東海旅客鐵道（JR東海）的身延線車站。車站編號是CC03。

## 歷史
- 1913年（大正2年）7月20日：富士身延鐵道富士站至大宮町（現時：富士宮站）之間開通，此站啟用[1][2]。為旅客和貨物車站[2]。
- 1927年（昭和2年）6月20日：富士站至身延站之間電氣化[3]。
- 1938年（昭和13年）10月1日：富士身延鐵道借給鐵道省使用，成為身延線[1]。
- 1941年（昭和16年）5月1日：富士身延鐵道正式國有化[1]。
- 1972年（昭和47年）9月20日：結束貨物起卸業務[2]。
- 1984年（昭和59年）2月1日：結束行李起卸業務[2]。
- 1987年（昭和62年）4月1日：伴隨國鐵分割民營化，車站由東海旅客鐵道（JR東海）營運[2]。
- 2010年（平成22年）3月13日：此站開始可以使用IC卡「TOICA」[4]。

## 車站構造
車站是一座地面車站，設有1面2線的島式月台。車站南邊為1號月台（下行月台），北邊是2號月台（上行月台）。車站大樓位於車站南邊，為一座木造建築物。大樓內設有自動售票機和JR全線售票處。月台與車站大樓之間設有沒有上蓋的跨線橋。
此站是由富士宮站管理的業務委託車站，委托了東海交通事業負責車站業務。在夜間時段沒有職員當值，成為無人車站。
曾經此站設有貨運業務，但在1972年（昭和47年）廢止。在「昭和45年版專用線一覧表」中，此站設有專用線前往富士加工製紙（王子特殊紙的前身）和鐵工所。

### 月台
| 月台 | 路線   | 上下行 | 方向           |
| ---- | ------ | ------ | -------------- |
| 1    | 身延線 | 下行   | 身延、甲府方向 |
| 2    | 身延線 | 上行   | 富士方向       |

## 使用狀況
以下為近年1日乘車人次列表：
| 乘車人次變化 | 乘車人次變化     | 乘車人次變化 |
| 年度         | 1日平均 乘車人次 |              |
| ------------ | ---------------- | ------------ |
| 1993年       | 1,108            |              |
| 1994年       | 1,068            |              |
| 1995年       | 1,001            |              |
| 1996年       | 955              |              |
| 1997年       | 884              |              |
| 1998年       | 847              |              |
| 1999年       | 816              |              |
| 2000年       | 788              |              |
| 2001年       | 762              |              |
| 2002年       | 767              |              |
| 2003年       | 786              |              |
| 2004年       | 735              |              |
| 2005年       | 714              |              |
| 2006年       | 754              |              |
| 2007年       | 727              |              |
| 2008年       | 695              |              |
| 2009年       | 691              |              |
| 2010年       | 655              |              |
| 2011年       | 619              |              |
| 2012年       | 636              |              |
| 2013年       | 707              |              |
| 2014年       | 750              |              |
| 2015年       | 786              |              |
| 2016年       | 831              |              |
| 2017年       | 925              |              |
| 2018年       | 941              |              |

## 車站周邊
車站位於富士市的鷹岡地區（前・鷹岡町）。在站前設有站前廣場。車站周邊設有王子製紙集團旗下的王子特殊紙等多間製紙工場。
車站南邊鄰接入山瀨公園，該處展出了D51形蒸汽機車（D51 943），而OHa35形客車（OHa35 441）在內部改裝成為富士市立圖書館內的。
車站附近的主要設施如下：
- 王子特殊紙東海工場第一製造所
- 日本菲爾孔（日语：日本フイルコン） 靜岡事業所
- 靜岡縣中央汽車學校 （页面存档备份，存于）（日語）
- 富士市立鷹岡小學（日语：富士市立鷹岡小学校）
- 靜岡縣道414號富士富士宮線（日语：静岡県道414号富士富士宮線）（舊國道139號（日语：国道139号））

## 巴士路線
| 巴士站         | 巴士站 | 系統                         | 主要途經           | 目的地         | 巴士公司       | 備註 |
| -------------- | ------ | ---------------------------- | ------------------ | -------------- | -------------- | ---- |
| 鷹岡保育園入口 |        |                              | 長澤、富士高前     | 富士站         | 富士急靜岡巴士 |      |
| 鷹岡保育園入口 |        | 釋迦堂、中野                 | 曾比奈             | 富士急靜岡巴士 |                |      |
| 鷹岡保育園入口 |        | 富士養護學校前、中野、曾比奈 | 富士山久之木學園前 | 富士急靜岡巴士 |                |      |

## 相鄰車站
東海旅客鐵道（JR東海）
 身延線
竪堀（CC02）－入山瀨（CC03）－富士根（CC04）

## 注腳
1. 1 2 3  『停車場変遷大事典 国鉄・JR編 1』 JTB、1998年
2. 1 2 3 4 5  『停車場変遷大事典 国鉄・JR編 2』 JTB、1998年、88頁
3. ↑  曾根悟（監修）. 朝日新聞出版分冊百科編集部（編集） , 编. . 週刊 歴史でめぐる鉄道全路線 国鉄・JR (朝日新聞出版). 2009-07-26, (3): 22 （日语）.
4. ↑   (PDF) (新闻稿). 東海旅客鉄道. 2009-12-21  [2020-12-19]. （原始内容 (PDF)存档于2020-12-19） （日语）.
5. 1 2  東海旅客鐵道編 『東海旅客鉄道20年史』 東海旅客鐵道、2007年
6. ↑  『トワイライトゾーンMANUAL 12』 Neko出版，2003年
7. 1 2  用車站時間表的方向資訊。詳情參見JR東海官方網站的各站時間表 （页面存档备份，存于）（截至2015年1月）。
8. ↑  「靜岡縣統計年鑑」